# NGC 5166
NGC 5166 este o galaxie spirală situată în constelația Câinii de Vânătoare. A fost descoperită în 29 aprilie 1827 de către John Herschel. Se află la o distanță de 70,1 de megaparseci de Pământ.